# National Academy of Television Arts and Sciences
La Academia Nacional de Ciencias y Artes Televisivas de Estados Unidos (en inglés: National Academy of Television Arts and Sciences o NATAS) fue creado en 1955 para promover las artes y las ciencias de la televisión. Con sede en Nueva York.
Uno de sus expresidentes, Don DeFore, jugó un papel decisivo en la organización para el Emmy Awards que se transmie en la televisión nacional por primera vez el 7 de marzo de 1955. Otros expresidentes incluyen a John Cannon, Peter Price y Radice Frank. NATAS entrega los Premios Emmy en varias categorías incluyendo, Deportes, Noticias y Documentales y Administración Pública.
NATAS también supervisó los Premios Emmy Daytime hasta una división entre el Este y el Oeste miembros en la década de 1970 llevó a una agencia independiente, la Academia de Artes y Ciencias de la Televisión. ATAS supervisa los premios Emmy en horario estelar y Los Angeles, mientras que NATAS está a cargo de  sepervisar los  honores de los Premio Emmy. En 2007, la organización dio lugar a una organización dedicada a la par de los nuevos medios, llamada la Academia Nacional de las Artes y Ciencias de los medios de comunicación (NAMAS).